# روبن بابایانتس
روبن هامبارتسومی بابایانتس (ارمنی: Ռուբեն Համբարձումի Բաբայանց؛ زادهٔ ۱۸۸۹ - درگذشته ۱۹۶۲) یک پزشک و متخصص بهداشت اهل ارمنستان بود.

## زندگی‌نامه
در ۱۸۸۹ در شوشی به دنیا آمد و از دانشگاه دولتی سن پترزبورگ (۱۹۱۶) فارغ‌التحصیل شد. وی همچنین برنده نشان پرچم سرخ کار، مدال شجاعت کار و روبان مدال دفاع از لنینگراد شده است. وی در ۱۹۶۲ در سن سالگی در لنینگراد درگذشت.

## یادداشت
1. ↑  բժշկական գիտությունների դոկտոր